# 竹本洋介
竹本 洋介（たけもと ようすけ、1981年5月21日 - ）は、日本のシンガーソングライター。広島市出身。

## 略歴
2005年
- GiFTとしてリュ・シウォンに『桜』を提供しオリコンデイリーチャート1位を記録。

2007年
- GiFTとしてコロムビアミュージックエンタテインメントよりメジャー・デビュー。
- デビューシングル『勝利ノウタ』は星野ドリームズプロジェクトの応援ソングとして起用

2009年
- GiFT解散
- 6月よりシンガーソングライター竹本洋介として活動再開。自主制作で3枚のシングルをリリース

2012年
- インディーズアーティスト総合支援サイト『ミュードル 』の第1回グランプリに輝く[3][リンク切れ]

2013年
- 1月7日よりbayfmにてレギュラー番組「thank for the music」OAスタート
- 1月12日より同楽曲が朝日放送・テレビ朝日系全国ネット「朝だ!生です旅サラダ」エンディングテーマ曲として放送される。1月19日よりレコチョク、2013年1月16日よりiTunesにて先行配信開始。
- ミュードルプロジェクトによりファーストシングル『逢いたくて　会いたくて』が2013年3月6日リリース

## ディスコグラフィ

### シングル
1. 逢いたくて　会いたくて（2013年3月6日 DDCZ-1863）ミュードルレコード
  1. 逢いたくて　会いたくて（朝日放送・テレビ朝日系全国ネット「朝だ!生です旅サラダ」エンディングテーマ曲）
  2. HOME　TOWN
2. ありがとう（2013年7月24日 DDCZ-1876）ミュードルレコード
  1. ありがとう　（日本テレビ系全国ネット「ミュージックドラゴン」パワープレイ）
  2. Love＝You
  3. Country Boy

## ラジオ
- Thank For The Music（2014年4月 - 9月・27:00）水曜レギュラー